# 布呂爾宮

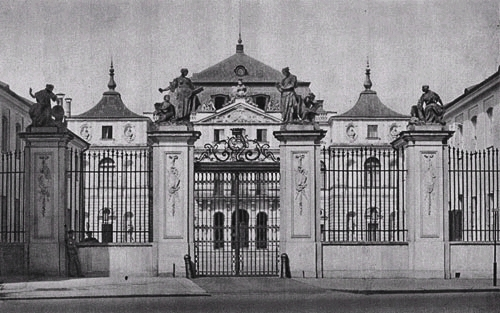

布呂爾宮（波蘭語：Pałac Brühla）是波蘭華沙市中心畢蘇斯基廣場的一座建築。該建築是二戰前華沙最出色的洛可可式建築之一。這座宮殿修建於1639年至1642年。華沙起義期間，該建築被德軍摧毀。

## 外部連結
- Warsaw before 1939 （页面存档备份，存于）
- Picture gallery of Saxon Square
- History of the Saxon Palace and the Saxon Axis （页面存档备份，存于）

52°14′31″N 21°00′37″E / 52.242075°N 21.010305°E